# 松田源治

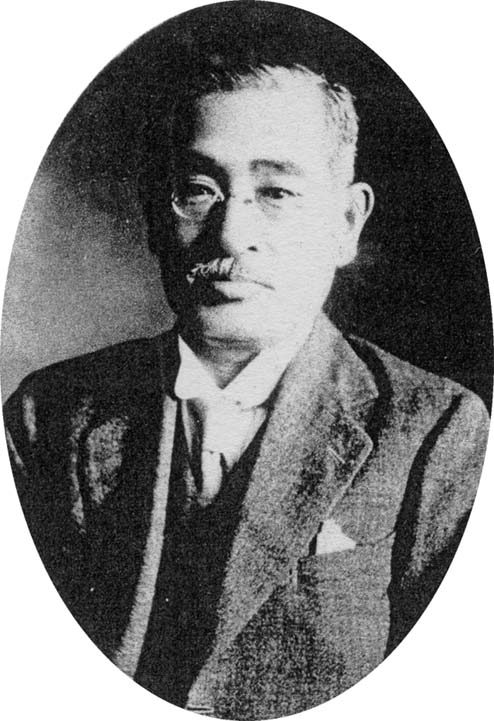
松田源治

松田 源治（まつだ げんじ、1875年〈明治8年〉10月4日 - 1936年〈昭和11年〉2月1日）は、日本の弁護士、政治家。衆議院議員（当選9回）。族籍は大分県平民。拓務大臣、文部大臣、衆議院副議長を務めた。

## 来歴
大分県宇佐郡柳ヶ浦村出身。松田録兵衛の二男。家は貧しく学資はなく、郷里で小学代用教員や電信技手をつとめた。1894年（明治27年）、上京した。苦学しながら、東京法学院（現・中央大学）や日本法律学校（現・日本大学）で学んだ。
法学博士、岡村輝彦の玄関番として住み込みをしながら1986年（明治29年）に、日本法律学校を卒業した。1987年（明治30年）、文官高等試験並びに判検事登用試験に合格。司法官試補を命ぜられ、福岡、佐賀等の区裁判所に勤務したが、勤続僅かに8ヶ月で官を退き、上京し弁護士となる。
1908年（明治41年）に第10回総選挙に大分県郡部から立候補して初当選。初め立憲政友会に入る。1915年（大正4年）3月の第12回総選挙では次点で3選を逃すが、同じ選挙区で最下位当選した政友会の成清博愛が同年11月に辞職したため繰り上げで補欠当選した。1924年（大正13年）に政友会を離党して政友本党結成に参画。1927年（昭和2年）、政友本党が憲政会と合同して立憲民政党を結成するとそれに参画した。
1929年（昭和4年）、濱口内閣で拓務大臣を拝命して初入閣。
1931年（昭和6年）に安達謙蔵らとともに民政党を離党するが、間もなく復党。1934年（昭和9年）、岡田内閣で文部大臣に就任し、2回目の入閣を果たした。1936年（昭和11年）2月1日午後、松田は東京帝大に赴き医学部内科物理療法学教室の三十周年記念祝典に出席、そのついでに創設者の真鍋嘉一郎教授直々の健康診断を受けたところ、心臓が肥大しているので注意するよう言われた。ところがそのわずか3時間後に突如心臓麻痺を起こして急死、満60歳だった。

## 人物
18歳から独立独行、父兄より学資の支給を受けたことはなく、自活の余暇勉強した。松田によると成功の最大要件は「自制、克己、修養、至誠、以て奮勉努力するにあり」という。
文部大臣就任から間もない頃に「近頃、家庭でパパだのママだのという言葉がはやっているようだが、もってのほかだ。日本語を使ってお父さん、お母さんと呼ばないから日本古来の孝道が廃れるのだ」といった内容を語ったことが報じられ、議論を呼んだ。
1935年（昭和10年）には帝国美術院の改革、いわゆる「松田改組」を強行。定員等を規定していた帝国美術院規定を廃止、従来の保守的な画風の会員に加え、対立傾向にあった在野の美術家20人を加えたことから美術界に大きな混乱を招いたが、以後、帝展に出品される作風が大きく変化する契機となった。
また、文部大臣時代に東京音楽学校校長であった乗杉嘉壽から働きかけを受け、同学内で選科であった邦楽の扱いを本科に昇格させて、邦楽科を設置した。
住所は東京市麹町区五番町、渋谷区穏田。

## 栄典
- 1929年（昭和4年）8月1日 - 勲二等瑞宝章[13]

## 家族・親族
松田家　
- 父・録兵衛[5]
- 兄・亀一（1870年 - ?）[4][5]
  - 同妻・カツ（1876年 - ?、大分、古庄一松の妹）[4][5]
- 弟
  - 咸治（1886年 - ?）[4][5]
  - 晋（1881年 - ?、分家）[4][5]
- 姉・キエ（1872年 - ?、大分、江上春次郎の養子）[4][5]
- 妹
  - シゲ（1883年 - ?、大分、武久敬一郎の妻）[4][5]
  - ソウ（1891年 - ?、東京士族、酒井静雄の弟・早雄の妻）[4][5]
- 妻・ひさ（1888年 - 1932年、静岡、高瀬くにの養子）[4][5][14]
- 男・誠一（1913年 - ?）[4][5]
- 二男（1917年 - ?）[4][5]
- 四男[6]
- 長女・清子（1911年 - ?）[4]
- 二女・榮子（1915年 - ?）[4][5]

## エピソード
- 松田が文部大臣に就任した前後に、文部省内で鬼門の位置に大臣専用便所が設けられた。その後、松田と後任の川崎が急逝すると大臣専用便所は取り壊された。大阪毎日新聞は、文部省が迷信を取り締まる立場でありながら、大臣経験者の急逝と迷信と結びつけているとして批判した[15]。